# 拉帕尔马 (洛斯桑托斯省)
拉帕尔马是巴拿马洛斯桑托斯省拉斯塔布斯区的一个城市，2010年是人口为1,247。 该市2000年时人口为1,271，1990年时人口为1,280。